# X: A Sexy Horror Story
X: A Sexy Horror Story (X) è un film del 2022 scritto, diretto, prodotto e co-montato  da Ti West.
Primo capitolo di una trilogia omonima, il film include Mia Goth nel doppio ruolo di protagonista e antagonista principale e Jenna Ortega. In contemporanea alle riprese del film ne è stato girato anche un prequel intitolato Pearl. Un sequel, MaXXXine, è uscito nel 2024.

## Trama
Texas, 1979. Mentre la TV trasmette il sermone di un pastore che lamenta la scomparsa della figlia a causa della progressiva laicizzazione della società e la perdita dei valori, due poliziotti fanno una scoperta orribile nella cantina di una casa di campagna nella quale è avvenuto un sanguinolento massacro.
Texas, un giorno prima. Una troupe, composta dai pornoattori Maxine Minx, Jackson Hole e Bobby-Lynne Parker, il produttore Wayne Gilroy, il regista R.J. Nichols e la timida e riservata aiuto-regista nonché fidanzata del regista, Lorraine Day, parte per girare un film per adulti in una vecchia fattoria che Wayne ha affittato presso una casa di campagna abitata dall’anziano Howard e da sua moglie Pearl. Arrivati alla fattoria, mentre i suoi colleghi girano le prime scene del film, Maxine viene spiata dall’anziana donna durante un bagno rilassante nel lago vicino al casolare, ignara che il lago sia abitato da un alligatore che quasi non la divora per puro caso, per poi essere invitata dalla donna a raggiungerla in casa. Qui, Pearl racconta a Maxine di quanto si riveda in lei, facendo trapelare una sorta di malcelata nostalgia per gli anni ormai andati e uno spiraglio di invidia per la giovinezza della ragazza; tuttavia, al ritorno di Howard, si congeda da Maxine chiedendole di non parlare del loro incontro.
Dopo aver girato la sua scena di sesso con Jackson ed essere stata spiata da Pearl, Maxine ha un piccolo alterco con Lorraine, la quale non si capacita della dissolutezza con cui Maxine e i suoi colleghi vivono le relazioni, non curandosi di essere visti dai rispettivi partner o di aver rapporti con altre persone. Al termine della discussione, inaspettatamente, Lorraine propone ad R.J. di girare una scena hard tra lei e Jackson ma il fidanzato si oppone, seppur invano, lasciando così trasparire lui stesso i pregiudizi verso le pornostar che invece accusava in Lorraine. Al seguito della scena, tuttavia, R.J. resta turbato per cui, furibondo, decide di abbandonare la troupe mentre gli altri dormono, ma nel tentativo di andarsene viene bloccato da Pearl, che gli si pianta davanti al furgone. L’anziana comincia così a fargli delle avance ma, dopo essere stata respinta, pugnala R.J. alla gola, per poi continuare ad accoltellarlo ripetutamente quasi in preda ad uno stato di incontrollata euforia.
Resasi conto che R.J. è sparito, Lorraine decide di cercarlo nel pieno della notte, chiedendo l’aiuto di Wayne. Quest’ultimo si reca nel fienile dove si perfora il piede a causa di un chiodo rendendosi conto di essere spiato attraverso delle fessure ma dopo aver avvicinato gli occhi, viene trafitto da Pearl con un rastrello di ferro. Intanto, Lorraine, che ha incontrato il vecchio Howard, il quale è in cerca di sua moglie, viene rinchiusa in cantina da quest’ultimo con l’inganno, rinvenendo il cadavere di un uomo denudato legato ad una trave e lasciandosi andare ad un urlo di terrore.
L’urlo di Lorraine sveglia così Jackson, il quale, appena all’esterno del casolare, è raggiunto da Howard che, con la medesima scusa accampata con Lorraine, lo convince ad aiutarlo a cercare la moglie, salvo poi sparargli in pieno petto con un colpo di fucile, dopo che Jackson aveva rinvenuto presumibilmente l’auto del ragazzo trovato morto in cantina da Lorraine. Intanto, all’interno del casolare, Pearl si corica accanto a Maxine, toccandone il corpo e avendo effusioni con esso fino a quando la ragazza, accortasi che nel letto con lei c’è qualcuno e resasi conto che si tratta dell’anziana, urla di paura, costringendo la donna a fuggire ma svegliando nel mentre Bobby-Lynne che, credendo ingenuamente si tratti solo di un'anziana disorientata, esce per aiutarla venendo però aggredita dalla vecchia che, incattivita per via di un'avvenenza e di una giovinezza che non le appartengono più, la spinge nel lago dove un alligatore la divora brutalmente.
Alla ricerca di Maxine, i due anziani entrano nel casolare e, non trovandola, decidono di fare sesso proprio sul letto sotto al quale lei si è nascosta, permettendole così di sgusciar via senza farsi notare e raggiungere il furgone, dove rinviene il cadavere di R.J. orribilmente sfigurato. Entrata nella casa dei due anziani, Maxine scopre Lorraine ancora viva ma in preda al delirio, tanto da scappare e venire uccisa da Howard con un colpo di fucile in pieno volto. Caricando il corpo di Lorraine dentro la casa Howard ha un infarto e Maxine, dopo aver recuperato la pistola di Wayne nel furgone, ne approfitta per minacciare un’indifesa Pearl perché le dia le chiavi del furgone e spinta dalle continue provocazioni dell’anziana tenta di spararle fallendo perché la pistola si rivela sorprendentemente scarica. A quel punto, Pearl afferra il fucile e spara a Maxine, mancandola e finendo per rompersi l’anca a causa del rinculo. Ringraziando a modo suo per "l’intervento divino" che l'ha salvata, Maxine, che è ancora convinta di essere destinata a diventare una star e a fare grandi cose, avvia il furgone e, mentre Pearl continua a ragguagliarla del terribile destino che l’aspetta proprio come accaduto a lei, aziona la retromarcia passando sopra la testa di Pearl, per poi lasciare per sempre quel luogo e quella vicenda.
Texas, quella mattina. Mentre i due poliziotti vengono raggiunti dai colleghi, dalla TV si scopre che Maxine è la figlia del pastore che sta tenendo il sermone.

## Produzione

### Ispirazione
Componente del sottogenere "psycho-biddy", il quale si incentra su personaggi femminili anziani ritratti in maniera grottesca, il film nasce dall'intenzione di raccontare un parallelo fra invecchiamento, bellezza e autostima. A tal proposito il regista definisce il personaggio di Pearl come una figura in parte drammatica, per il quale lo spettatore non riuscirà a non provare una certa empatia a causa della sua condizione. L'opera cita più o meno esplicitamente vari film horror e pornografici nel corso del suo svolgimento: tra gli altri Non aprite quella porta, Psycho, Shining e Alligator per la componente horror e Blue Movie, Giochi maliziosi, Hardcore e Boogie Nights - L'altra Hollywood per la componente erotica.

### Riprese
Le riprese si sono tenute a partire dal marzo 2021 in Nuova Zelanda. Per interpretare il ruolo di Pearl, l'attrice Mia Goth si è dovuta sottoporre a sessioni di circa 10 ore di trucco prostetico, per poi girare in tali vesti per periodi lunghi anche 12 ore.

## Distribuzione
Presentato in anteprima al festival South by Southwest il 13 marzo 2022, il film è stato distribuito nei cinema statunitensi a partire dal successivo 18 marzo. L'opera è stata distribuita nel mercato on demand a partire dal 14 aprile 2022, per poi approdare nel mercato home video nel mese successivo. In Italia è stato distribuito nelle sale da Midnight Factory a partire dal 14 luglio 2022. È disponibile on demand dal 20 ottobre e lo sarà in home video dal 17 novembre dello stesso anno.

## Accoglienza

### Incassi
Il film ha incassato 14,7 milioni di dollari al botteghino.

### Critica
Sull'aggregatore Rotten Tomatoes il film riceve il 96% delle recensioni professionali positive con un voto medio di 7,8 su 10 basato su 92 critiche, mentre su Metacritic ottiene un punteggio di 79 su 100 basato su 32 critiche.

## Divieti
In Italia il film è stato vietato ai minori di 18 anni per violenza e sesso esplicito

## Prequel
In contemporanea con le riprese del film, la produzione ha girato anche un prequel intitolato Pearl, diretto e sceneggiato ancora da Ti West, nel quale Mia Goth è tornata ad interpretare il ruolo di Pearl. Il film è stato distribuito nelle sale statunitensi il 16 settembre 2022.

## Trasposizione letteraria
È stato annunciato, per settembre 2024, il romanzo scritto da Tim Waggoner e tratto dal film.